# Gare de Sées
Gare de Sées vasútállomás Franciaországban, Sées településen.

## Vasútvonalak
Az állomást az alábbi vasútvonalak érintik:
- Le Mans–Mézidon-vasútvonal

## Kapcsolódó állomások
A vasútállomáshoz az alábbi állomások vannak a legközelebb:
- Gare d’Alençon
- Gare de Surdon